# Thiền viện Trúc Lâm Tây Thiên
Thiền viện Trúc Lâm Tây Thiên là một thiền viện thuộc dòng thiền Trúc Lâm Yên Tử nằm tại thị trấn Đại Đình, huyện Tam Đảo, tỉnh Vĩnh Phúc, cách Hà Nội khoảng 85 km về phía tây. Cùng với Thiền viện Trúc Lâm Đà Lạt và Thiền viện Trúc Lâm Yên Tử, Thiền viện Trúc Lâm Tây Thiên là một trong 3 thiền viện lớn nhất của Việt Nam. Thiền viện Trúc Lâm Tây Thiên xây dựng ngay bên cạnh Khu di tích danh thắng Tây Thiên cổ tự (Chùa Tây Thiên, Đền Quốc Mẫu Tây Thiên Lăng Thị Tiêu, Đền Cô, Đền Cậu, Đền Thõng, Thác Bạc).
Thiền viện Tây Thiên là nơi đào tạo về Phật giáo một cách có hệ thống, tạo điều kiện để Phật giáo Việt Nam phát triển cả về bề rộng cũng như chiều sâu và đẩy mạnh giao lưu với các dòng phật giáo của các nước khác.

## Lịch sử
Đây là một trong những nơi phát tích sớm nhất của Phật giáo Việt Nam. Khoảng thế kỷ thứ 3, có một vị hòa thượng tên là Khương Tăng Hội dừng chân ở đây, dựng chùa truyền giáo, vì thế nơi đây là cái nôi của Phật giáo Việt Nam. Thiền học Việt Nam được khởi đầu với hòa thượng Khương Tăng Hội, ông cũng đem Thiền học sang truyền bá ở Trung Quốc thời Tôn Quyền (năm 247). Cha của Khương Tăng Hội là người nước Khương Cư (Sogdiane) cư trú tại Giao Chỉ để buôn bán, mẹ là người Giao Chỉ, ông chắc chắn là sinh trên đất Giao Chỉ, cha và mẹ ông mất năm ông lên mười tuổi, ông mất năm 280 bên nước Tấn.
Vua Hùng thứ 6 tên là Hùng Chiêu Vương lên chùa Thiên Ân trên đỉnh núi Tam Đảo để cầu tự, khi trở về đã gặp bà Lăng Thị Tiêu và rước về làm vợ; bà là người xinh đẹp, giỏi giang, có tài thao lược, giúp vua Hùng đánh giặc giữ nước Văn Lang.
Thiền viện Trúc Lâm Tây Thiên xây dựng trên nền của một thiền tự cổ (Thiên Ân Thiền Tự) có từ thế kỷ 3.

## Quá trình xây dựng
Thiền viện Trúc Lâm Tây Thiên được khởi công từ ngày 4/4/2004 (15/2 âm lịch) với tổng số vốn 30 tỷ đồng. Khi làm lễ khởi công, trên nền ngôi chùa cổ các nhà sư đã tìm được vô số các viên gạch và mảnh ngói vỡ có hoa văn mang dấu ấn của thời Trần. Sau hơn 15 tháng xây dựng công trình mang tầm cỡ quốc gia này đã chính thức hoàn thiện và được khánh thành ngày 25/11/2005. Công trình to lớn này đã được xây dựng với thời gian nhanh và giá thành thấp kỷ lục, riêng tòa Đại Hùng Bửu điện chỉ thi công trong vòng 9 tháng. Sở dĩ tốc độ xây dựng nhanh như vậy vì có sự tham gia đóng góp của hàng ngàn người, trong đó có các nghệ nhân và làng nghề hầu khắp trong cả nước: thợ mộc Hà Tây, Bắc Ninh; thợ đá Non Nước, Ninh Bình; thợ xây Nam Định, Hà Nội.

## Kiến trúc
Chính điện (Đại hùng bửu điện) nằm chính giữa Thiền Viện có chiều cao 17m, diện tích 675m2, có 4 trụ đỡ, đường kính mỗi trụ gần 1m nên có thể dành cho 600 phật tử, du khách ngồi thiền hoặc ngồi nghe giảng phật pháp. Trong chính điện thờ tượng Phật Tổ cùng với hai câu đối: Phước đức sâu dày do gieo nhân đạt quả, Tuệ giác tròn đầy bởi bát nhã gội nhuần và Phật giáo chỉ đường lìa mê về bến giác, Thiền tông không lối trực ngộ đến chân như.
Bên trái tòa chính điện là Lầu Chuông, bên phải là Lầu Trống. Trống được làm từ gỗ mít rừng Gia Lai, có đường kính lên đến 1,5m, dài 2m; Chuông có trọng lượng 2 tấn.
Phía sau chính điện là Nhà Tổ thờ tượng Trúc Lâm tam tổ (Trần Nhân Tông, Pháp Loa và Huyền Quang). Các bức tượng Phật ở chính điện và Nhà Tổ đều được làm từ đá sa thạch (loại đá người Chăm và người Ai Cập thường dùng để tạc tượng) có độ bền lâu dài. Trong Nhà Tổ có hai câu đối: Tổ tổ truyền đăng phát huy tâm ấn Phật, Tăng tăng tục diện lưu biến chính tông thiền và Tây Thiên khởi nguồn Phật kiếp kiếp truyền đăng tục diện mãi truyền hằng, Yên Tử mở lối thiền đời đời đức hóa lưu phương luôn chuyển khắp.
Trong khu Thiền viện còn có: Nhà ăn phục vụ cơm chay cho các phật tử và du khách, Nhà sách bán kinh phật và đồ lưu niệm, Thư Viện, Khu nội viện gồm tăng đường, thiền đường và trai đường. Thiền viện dành khoảng 40 phòng để khách tăng và khách ni ở xa đến có thể nghỉ lại chùa tham quan và nghiên cứu phật pháp trong khoảng thời gian từ 1 - 2 tuần. Việc ăn ở, thiền viện không thu bất cứ khoản phí nào.

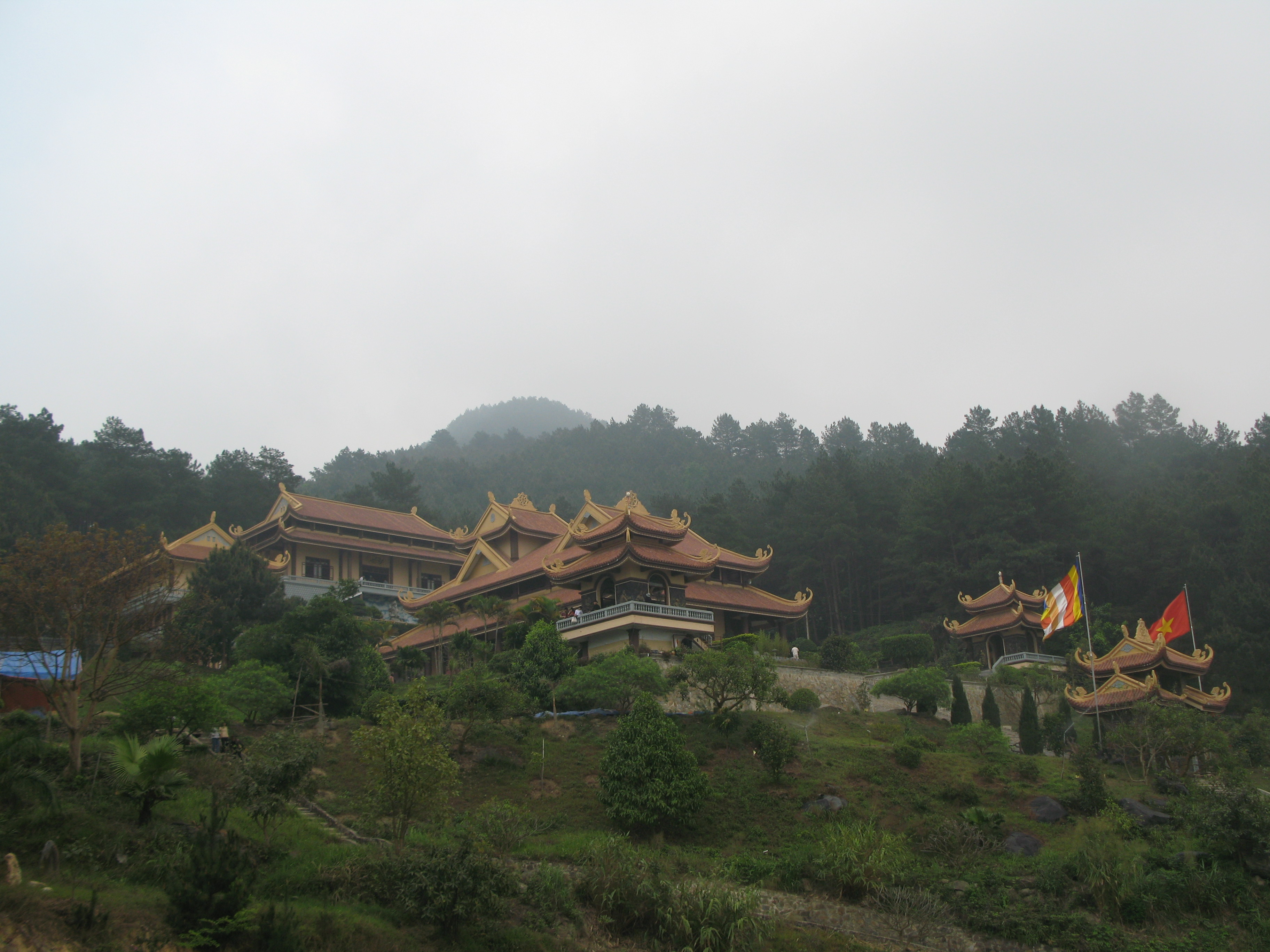
Thiền viện Trúc lâm Tây Thiên
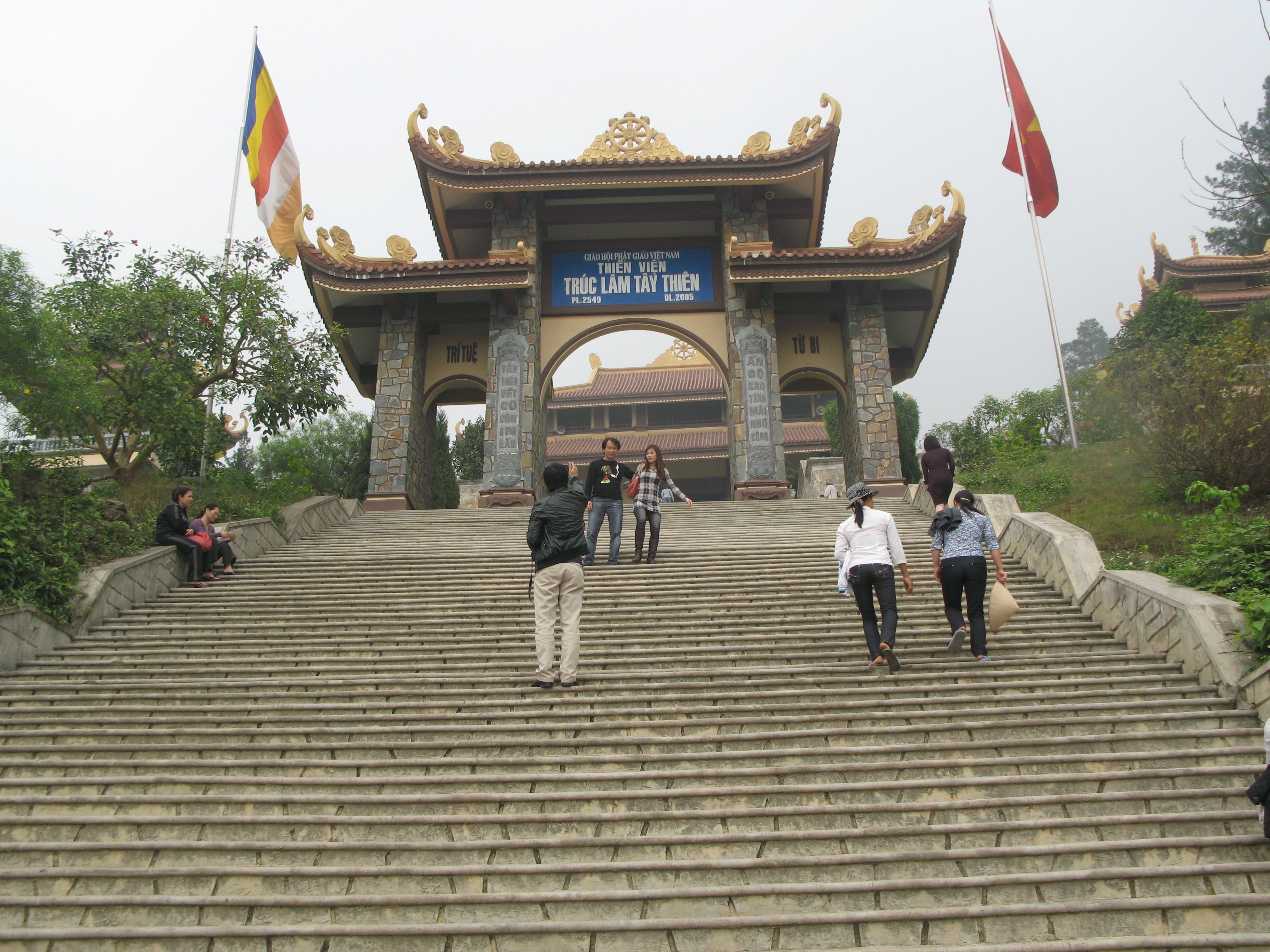
Ngoài Cổng Tam Quan
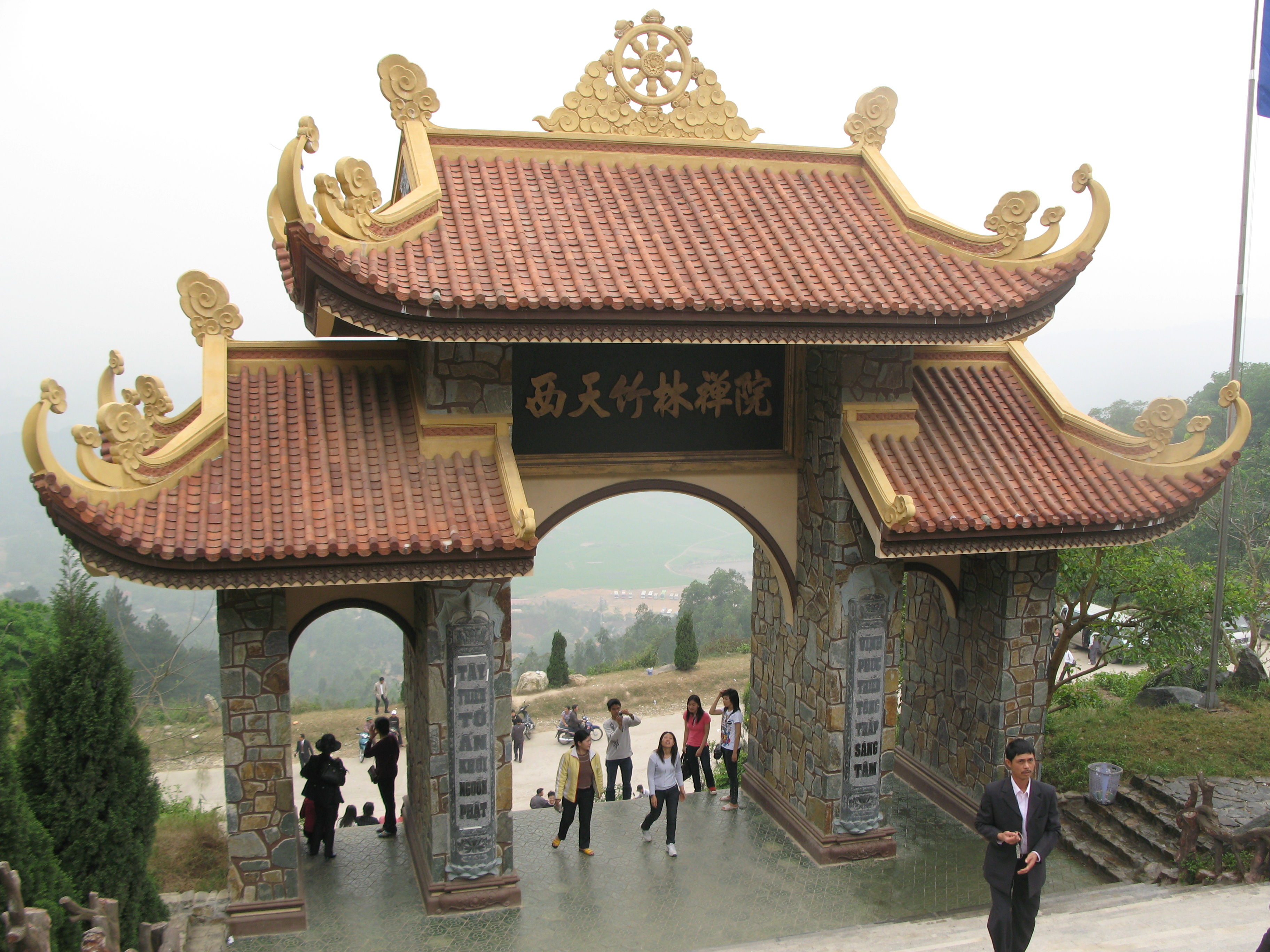
Trong Cổng Tam Quan
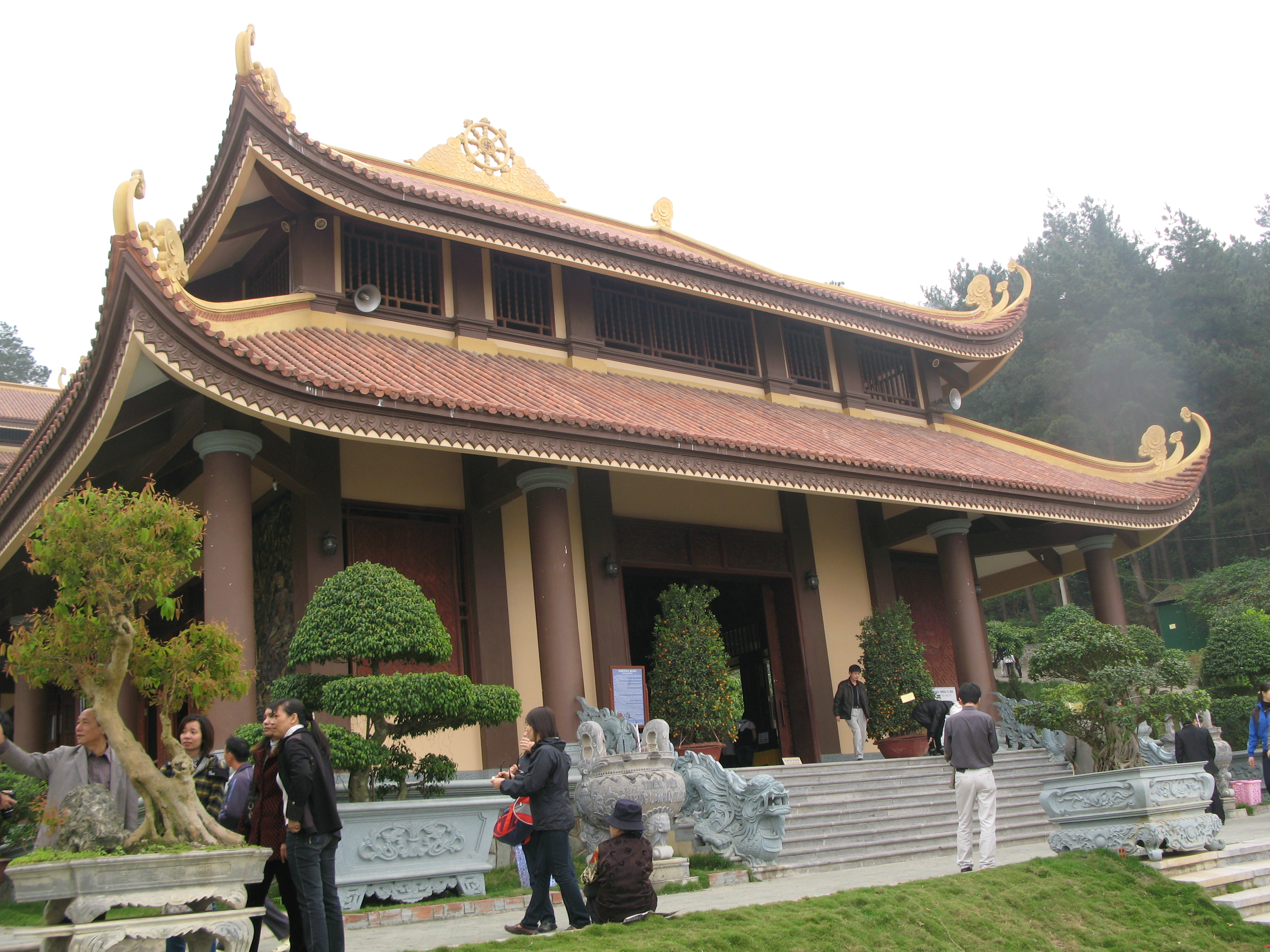
Tòa Chính điện
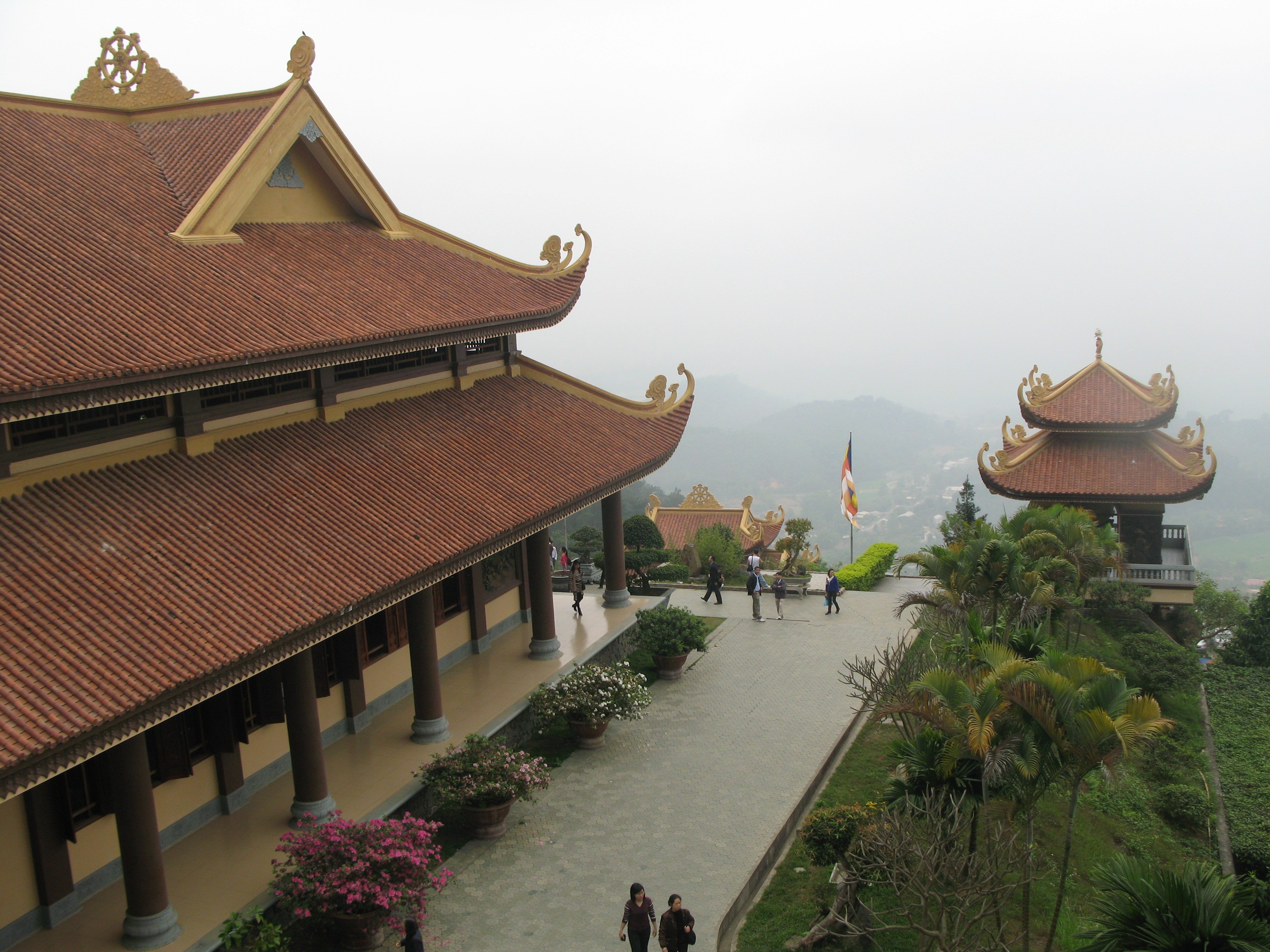
Phía bên phải của tòa Chính điện
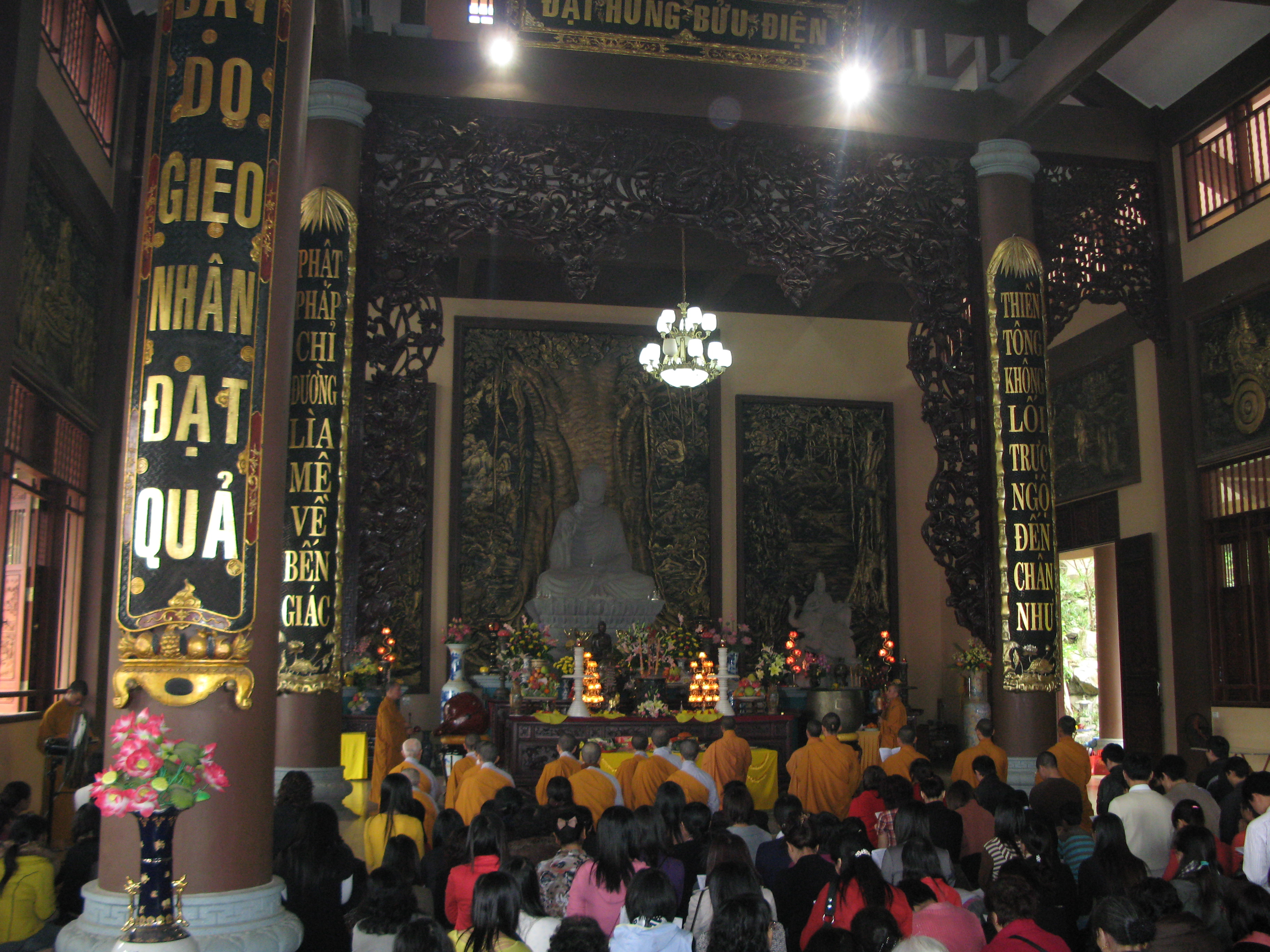
Đại Hùng Bửu Điện
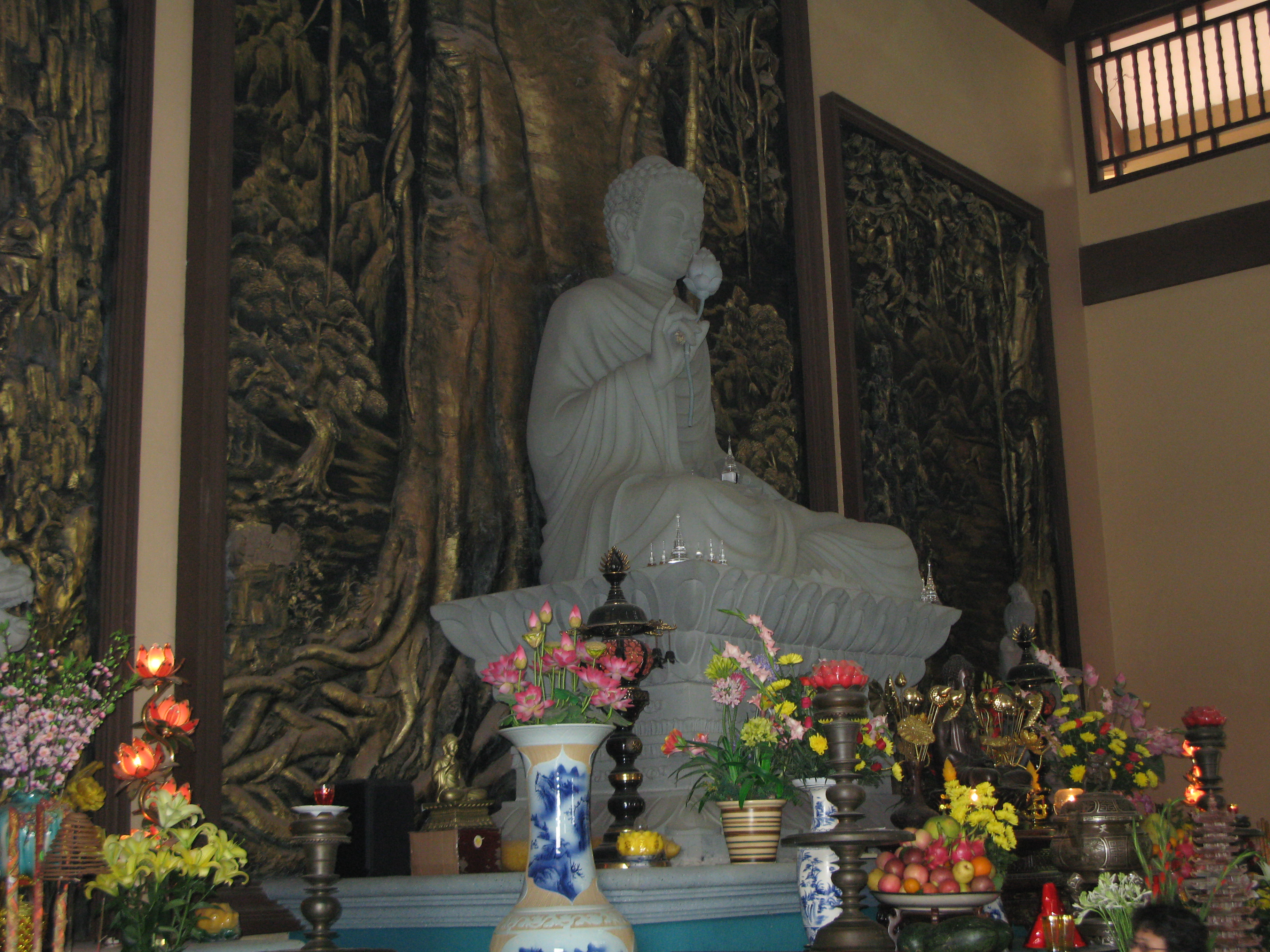
Tượng Phật Tổ trong Đại Hùng Bửu Điện
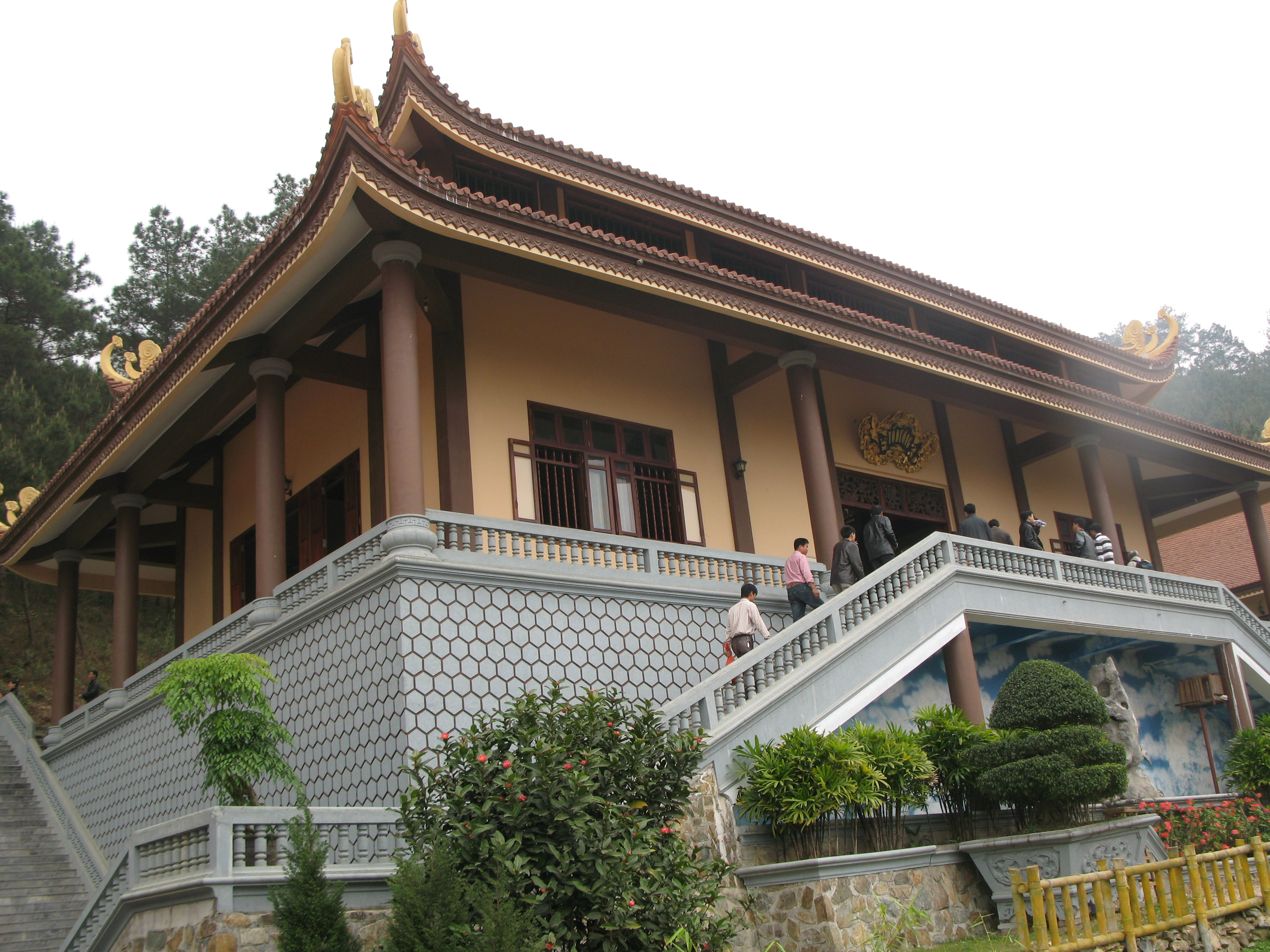
Nhà Tổ
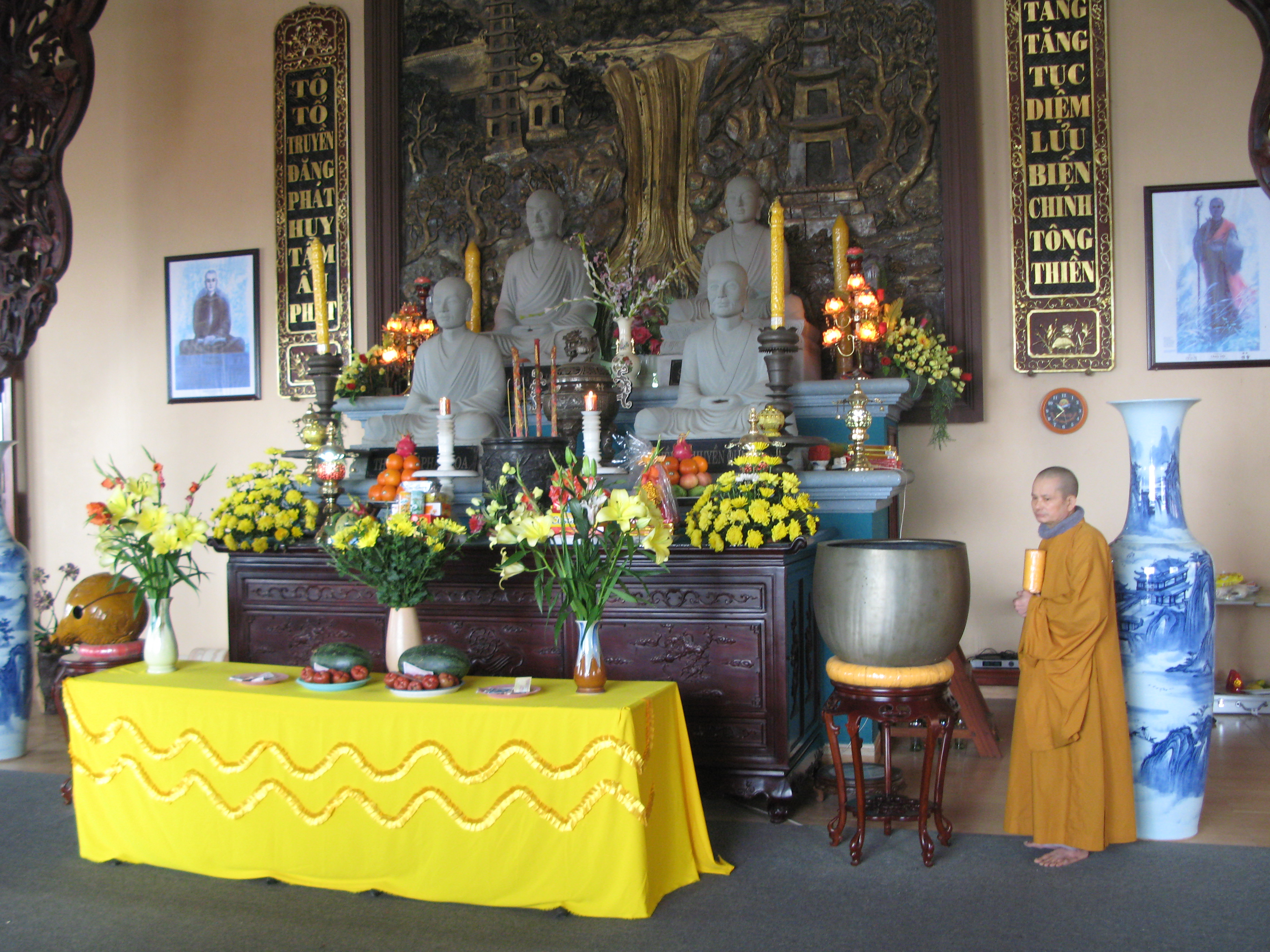
Trượng Trúc lâm Tam Tổ trong Nhà Tổ
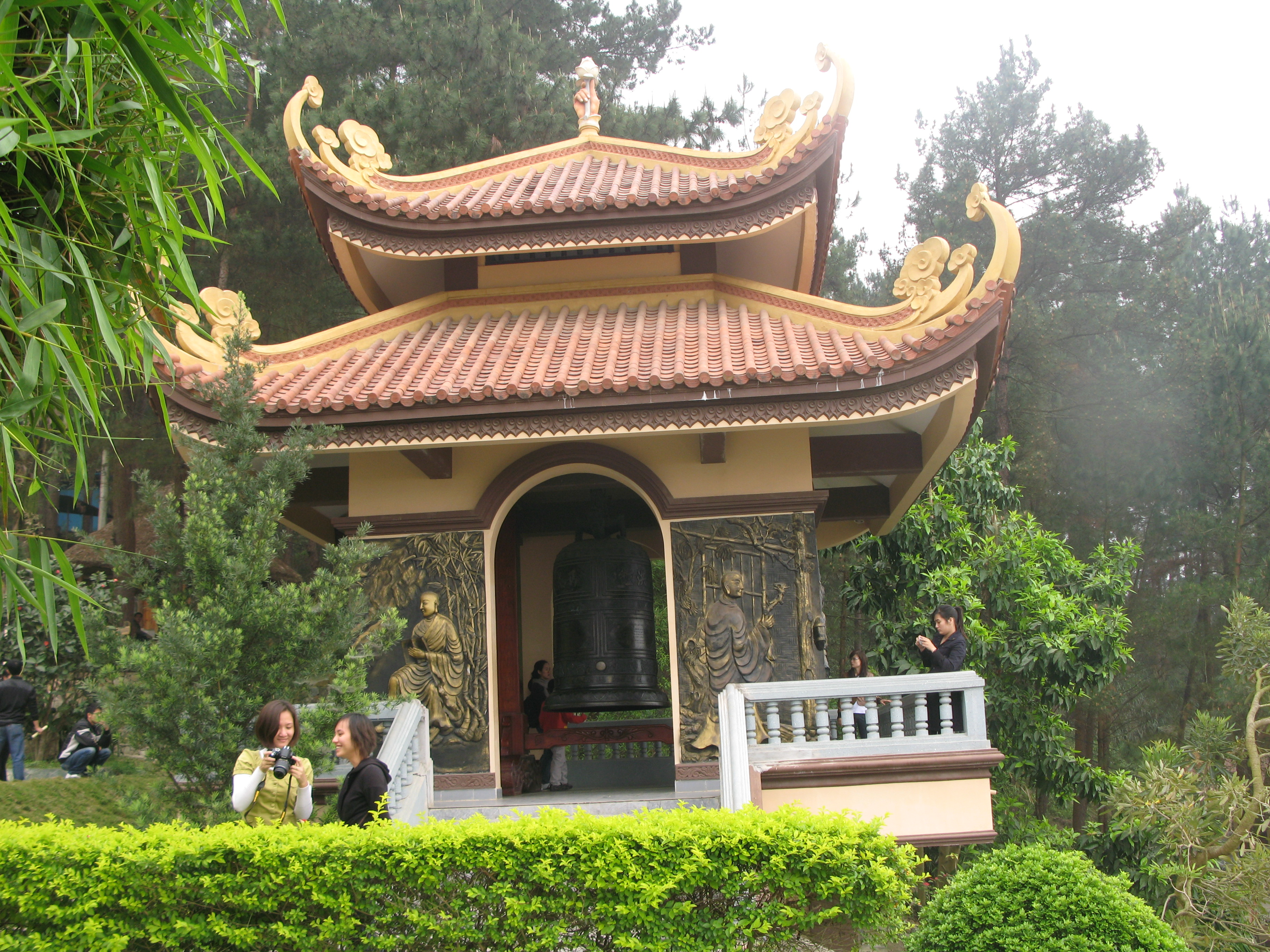
Lầu chuông
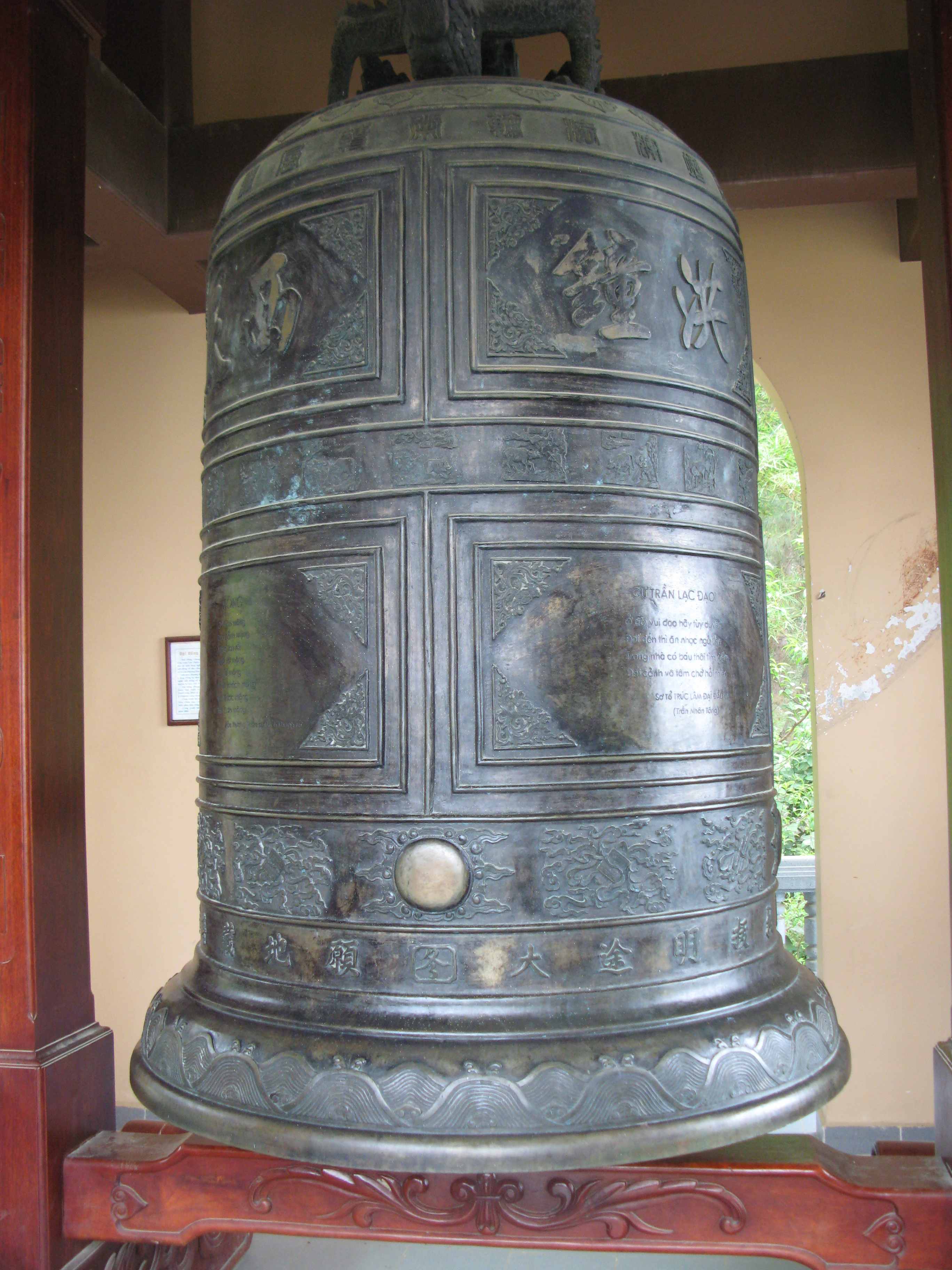
Chuông trong Lầu Chuông
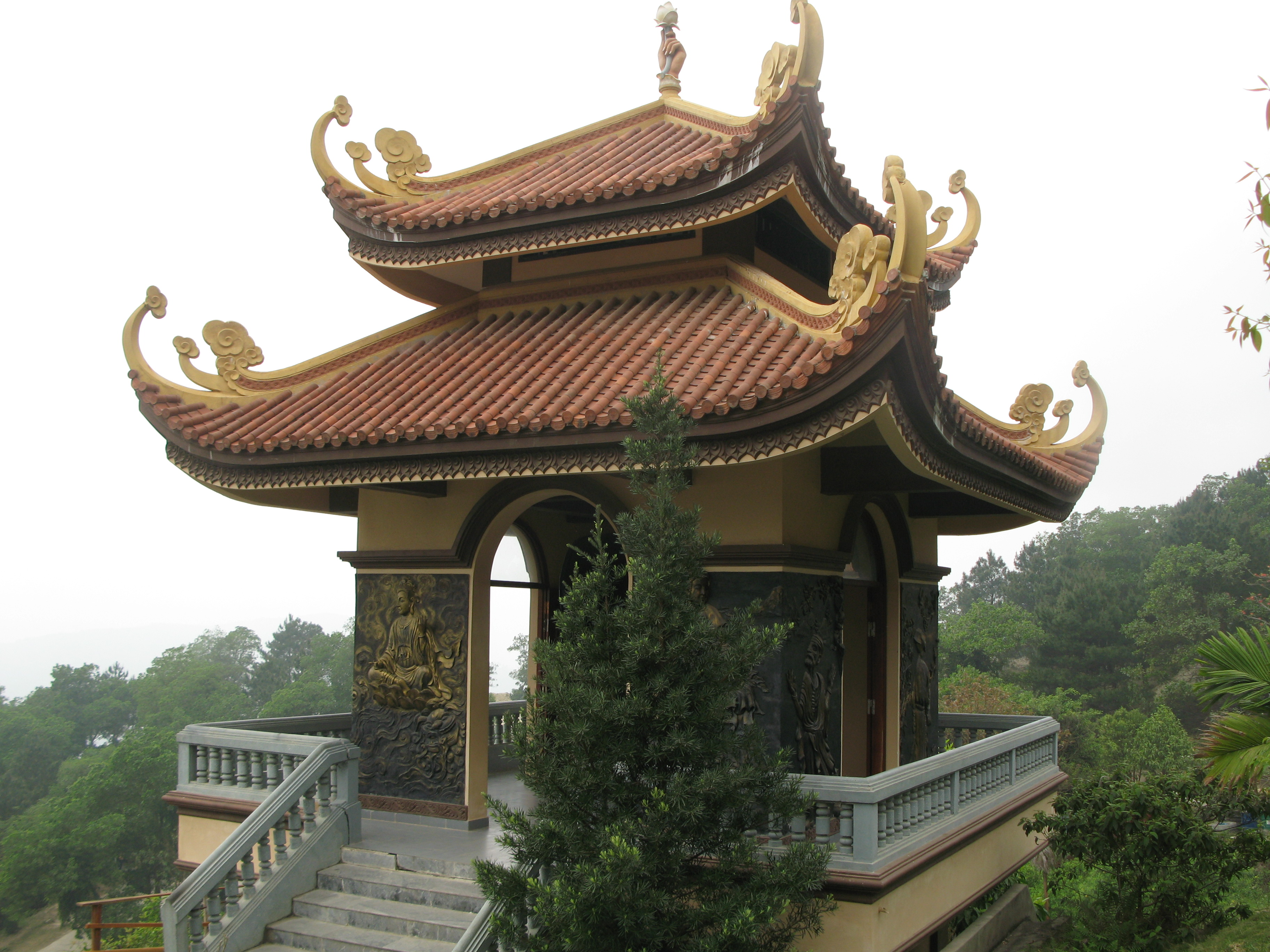
Lầu Trống
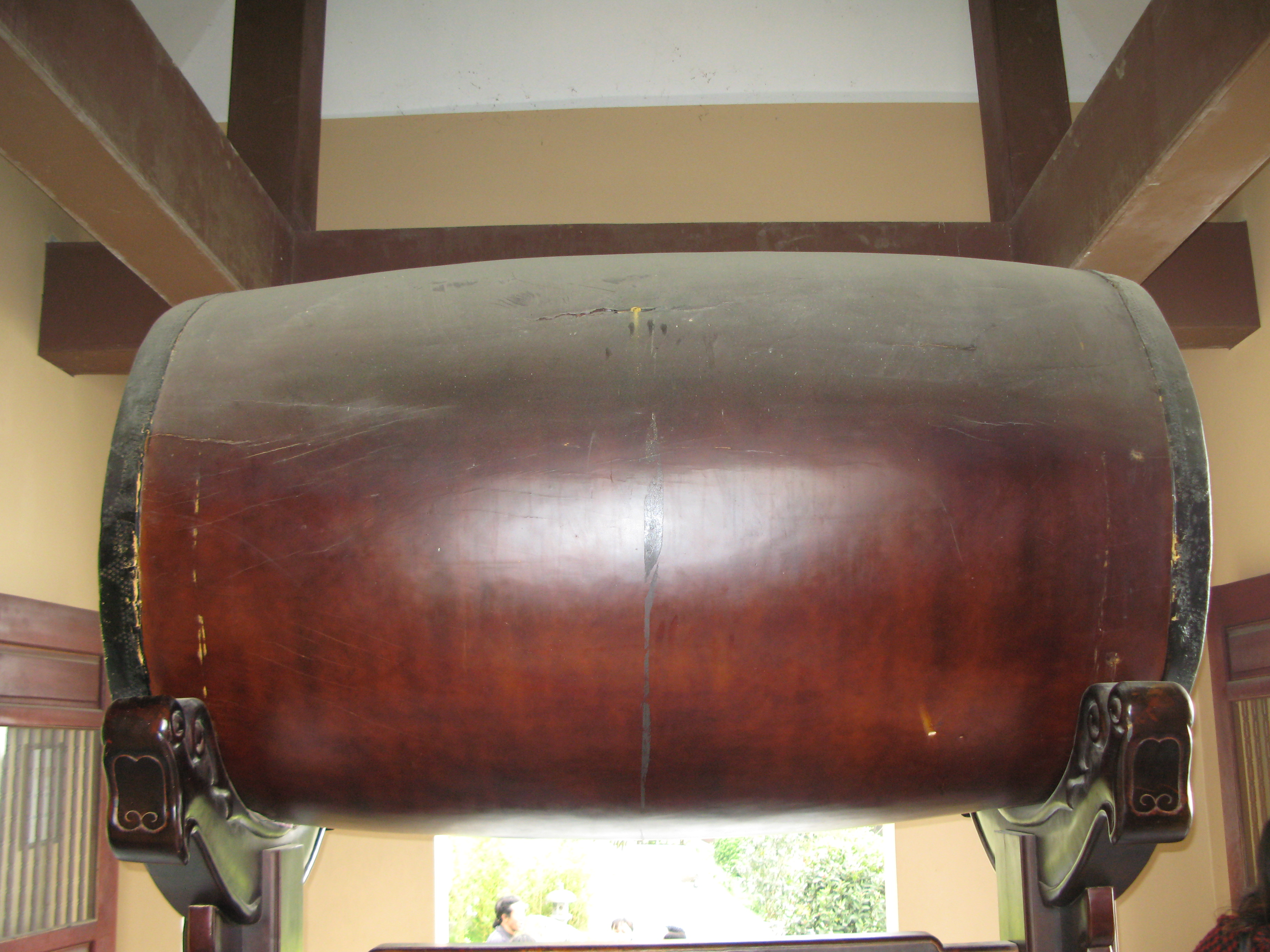
Trống bằng gỗ mít trong Lầu Trống
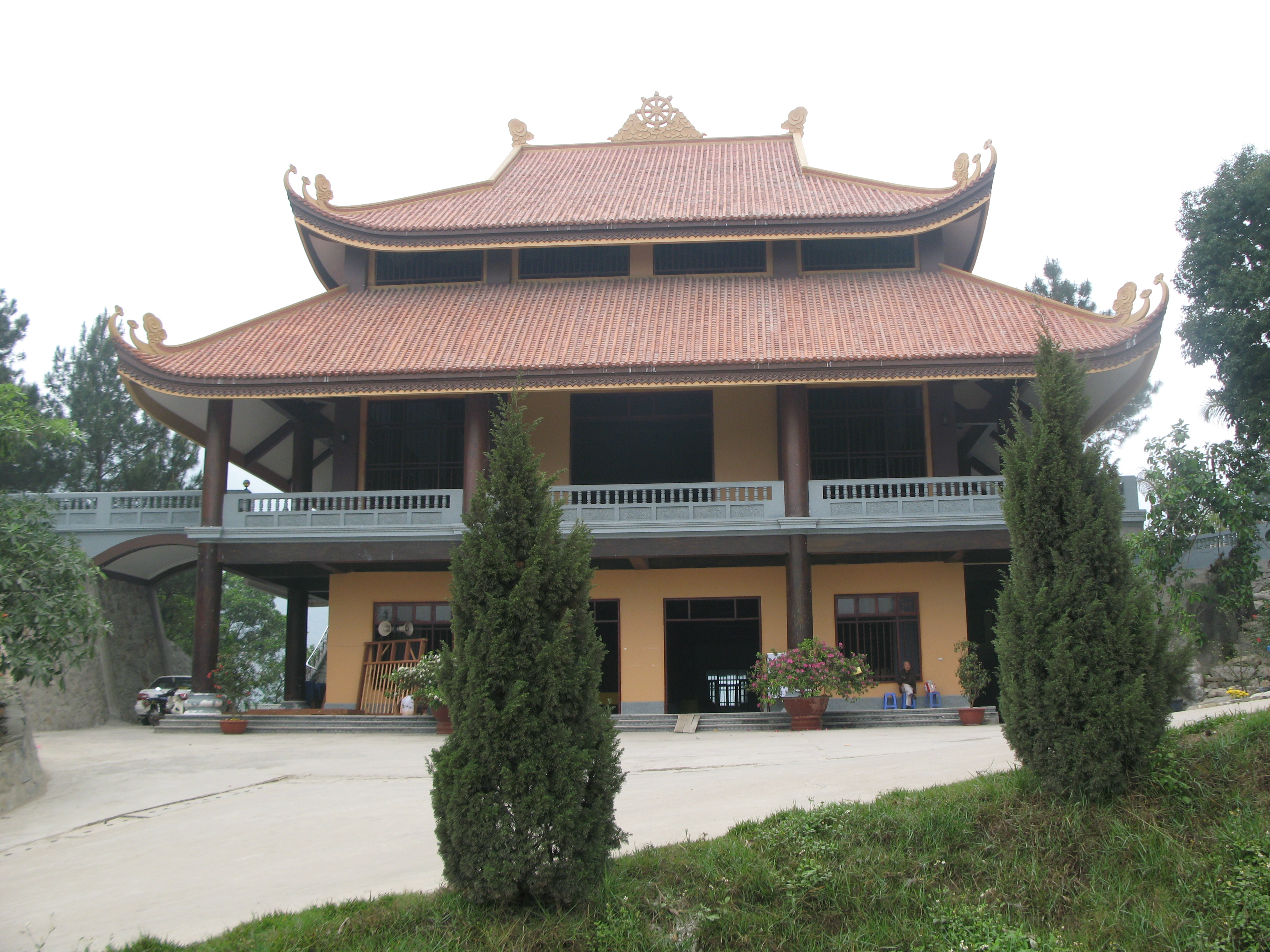
Nhà ăn và hội trường lớn
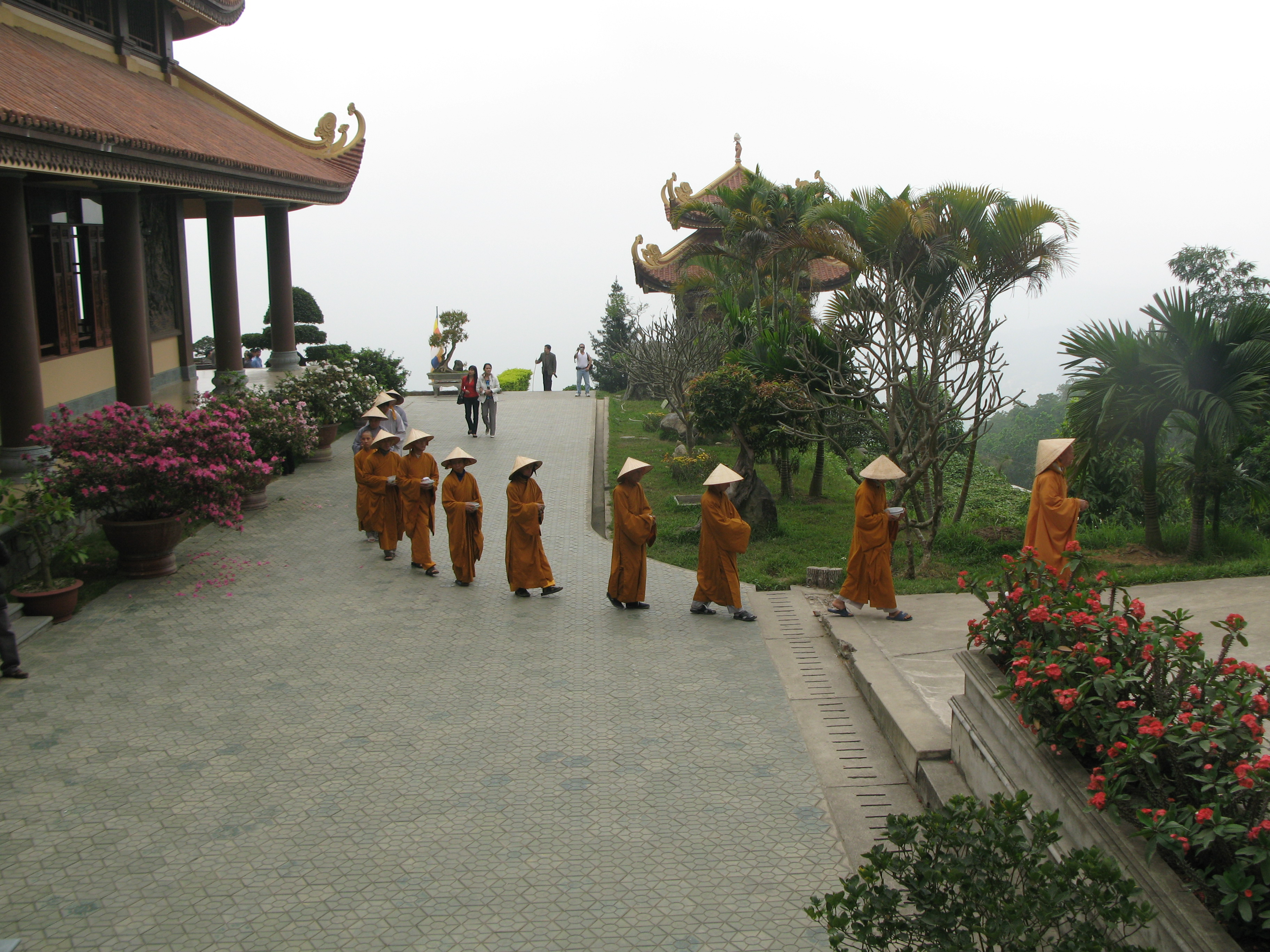
Các nhà sư đi ăn trưa
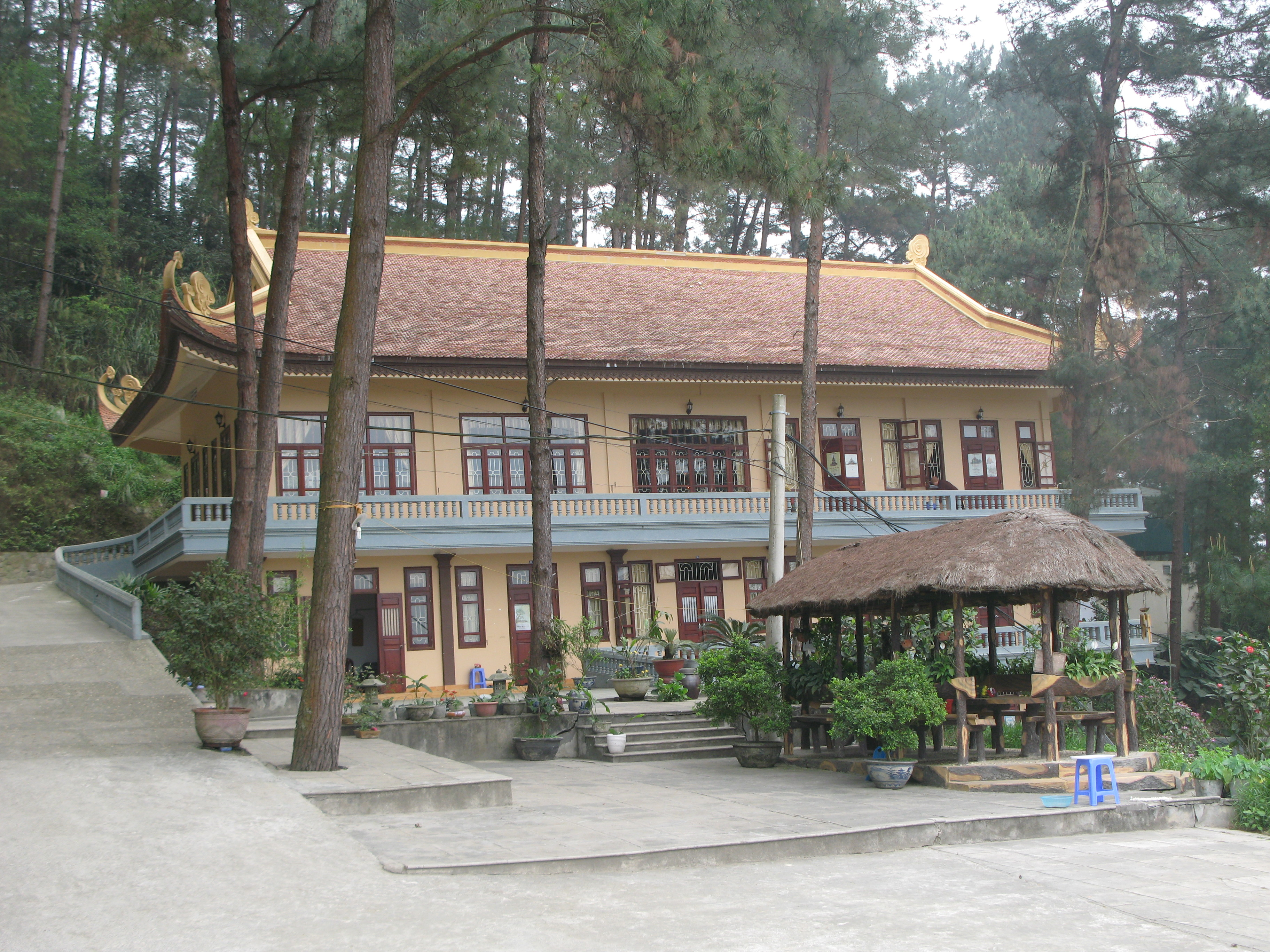
Nội viện Ni
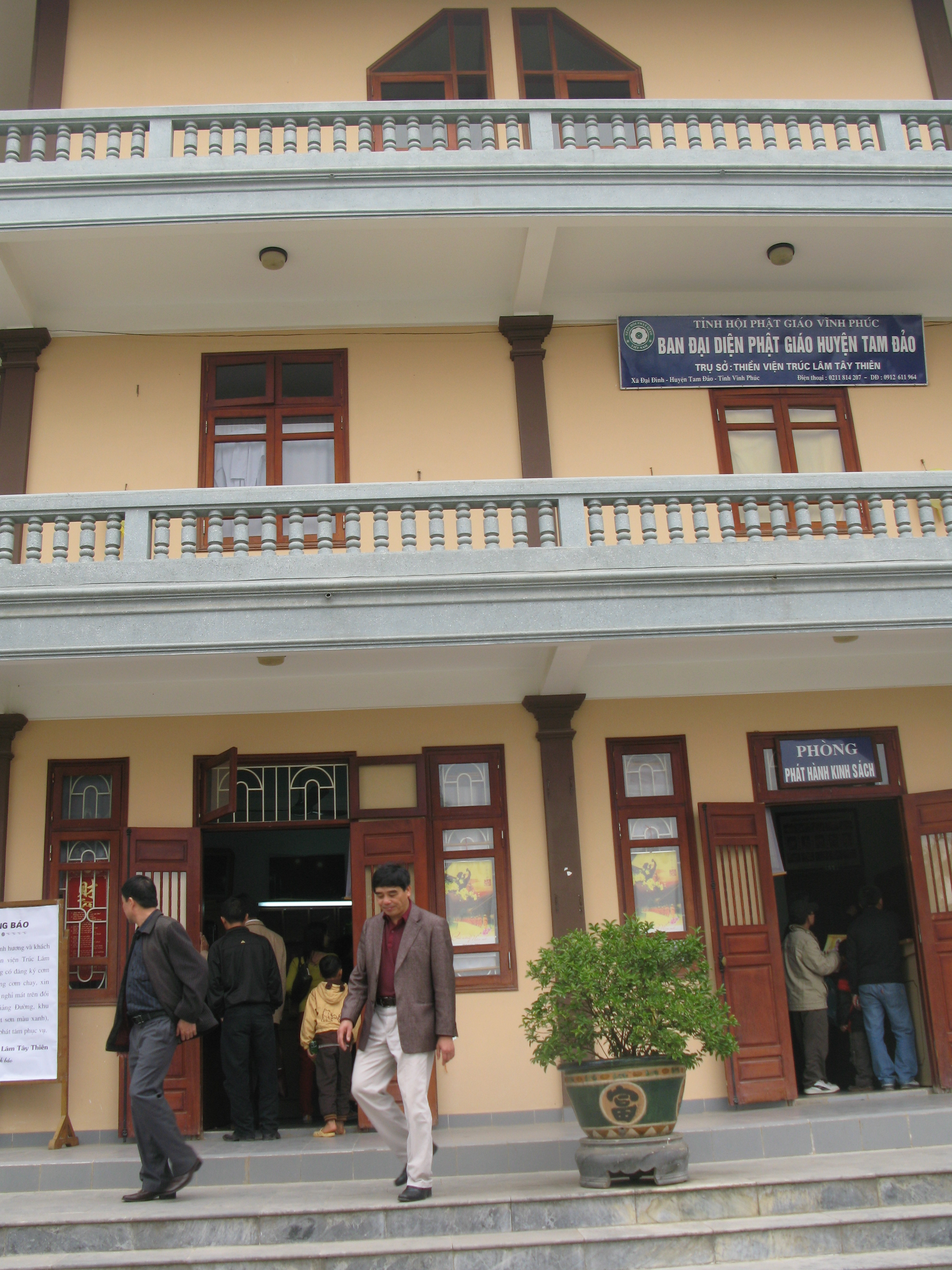
Nhà bán sách và đồ lưu niệm
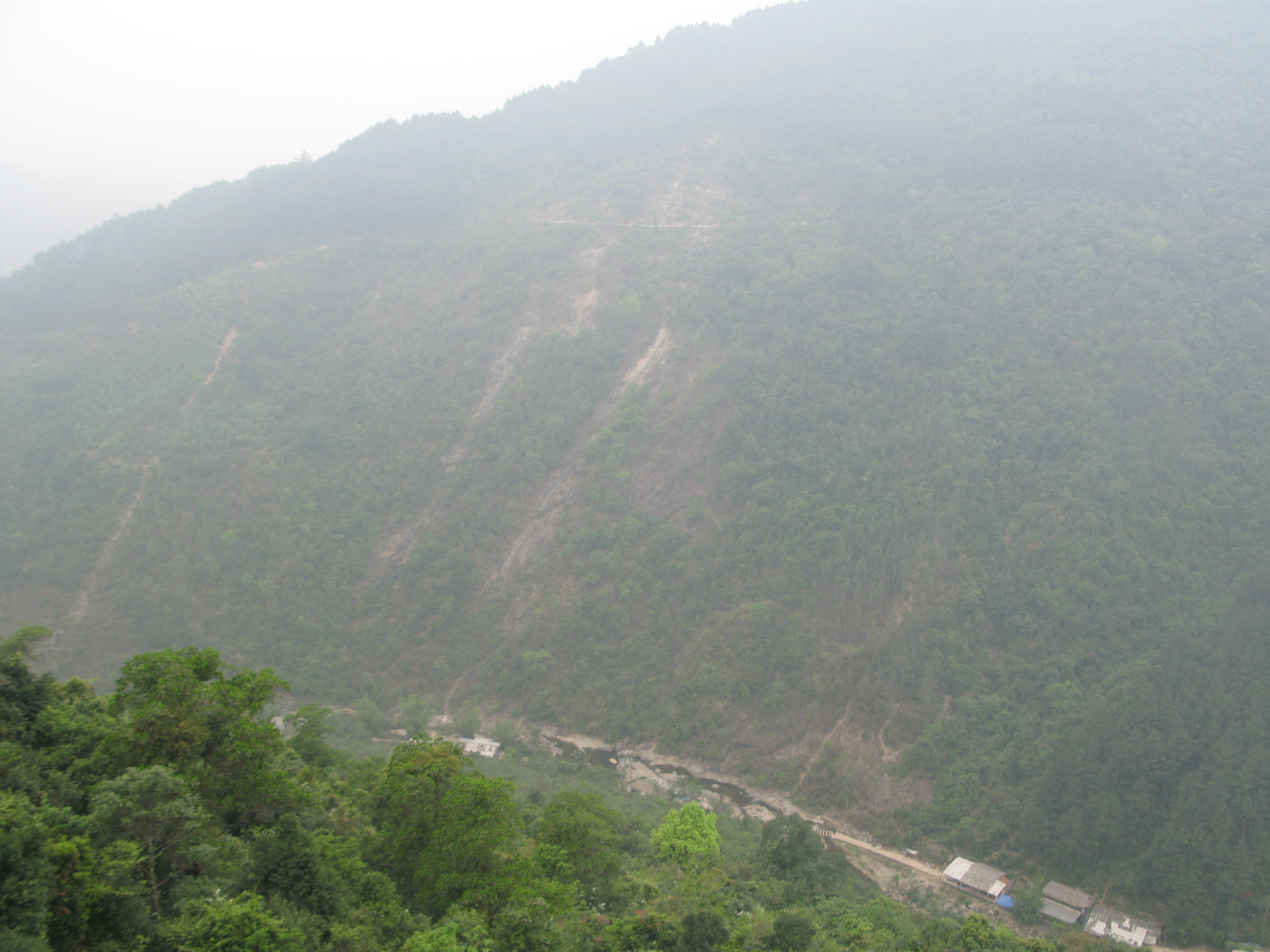
Từ Thiền viện nhìn sang Khu Tây Thiên
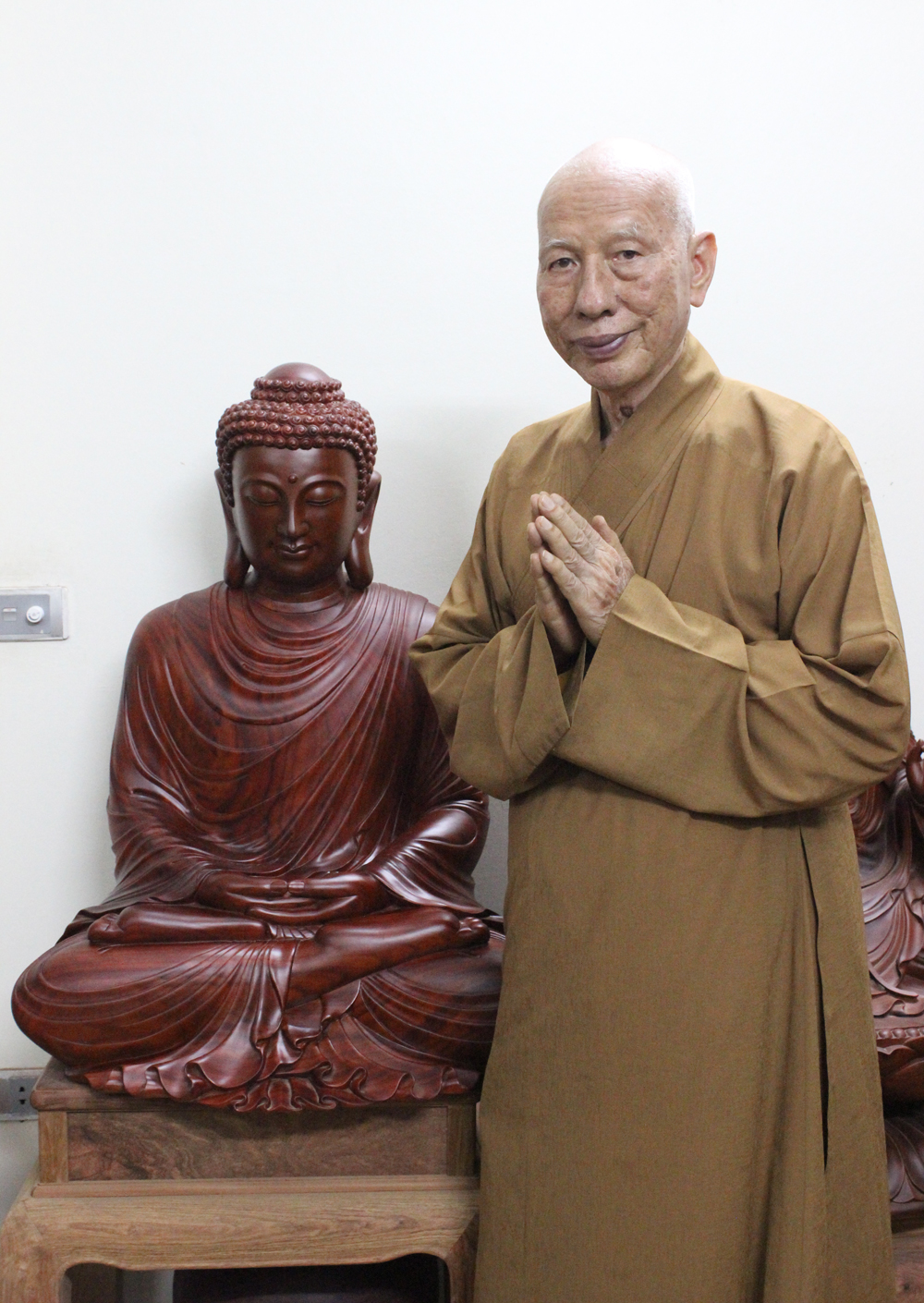
Đại Đức Thích Kiến Nguyệt bên Mẫu tượng Phật Thích Ca làm Quốc Thái Dân An Phật Đài cao 49 mét

## Hoạt động
Thiền viện Trúc Lâm Tây Thiên là một trung tâm tu học lớn, hàng năm thu hút rất nhiều thanh thiếu niên đến tu tập trong các khoá tu. Hiện nay nhiều gia đình ở Hà Nội gửi con lên đây để các nhà sư dạy đạo làm người, nhất là trong dịp hè. Năm 2009, đây cũng là nơi tổ chức họp Trại Thanh thiếu niên Phật tử Thủ đô.

## Lễ hội
Ngày hội chính: 14/2 âm lịch hàng năm. Trong dịp tháng Giêng, mỗi ngày có hàng ngàn khách hành hương tới vãn cảnh.

## Đường đi
Từ Hà Nội đi theo hướng Tây Bắc (quốc lộ 2B) lên chân dãy núi Tam Đảo, xã Hợp Châu, huyện Tam Đảo khoảng 74;km. Từ đây rẽ trái để đi Tây Thiên, nếu đi thẳng là lên Khu nghỉ mát Tam Đảo. Đứng dưới chân núi nhìn lên, Thiền viện thấp thoáng trong mây. Đường lên khúc khuỷu, quanh co, vượt qua cửu đỉnh (9 dốc), bốn bề mây bay, thông reo, gió thổi, thoáng rộng và thanh sạch. Ô tô có thể lên đến chân Cổng Tam Quan của Thiền Viện.